# I когорта аквитанов
I когорта аквитанов (лат. Cohors I Aquitanorum) — вспомогательное подразделение армии Древнего Рима.
Когорта, по всей видимости, была набрана в правление императора Октавиана Августа в Аквитании. Существует спор о том, были две или одна когорта под названием I аквитанов. Это связано с тем, что подразделение с таким названием неоднократно упоминается и в Верхней Германии и в Британии. Холдер считает, что это два отдельных подразделения, одно из которых имело название «ветеранская» и постоянно базировалось в Верхней Германии, а другое в Британии. Спол считает, что существовала одна когорта, которая попеременно находилась в двух провинциях, хотя это необычно для вспомогательных подразделений. Холдер аргументирует тем, что британская когорта ни разу не упоминается с названием «ветеранская». Данная статья основана на классификации Холдера. Для подразделения из Верхней Германии смотрите статью I ветеранская когорта аквитанов.
I когорта аквитанов была, вероятно, в начале своей истории размещена на рейнской границе. Впервые она появляется в датируемой эпиграфической надписи в 82 году в Германии, если эта запись не относится к I ветеранской когорте аквитанов. I когорта аквитанов впервые упоминается в Британии в 122 году, вероятно, переброшенная на остров вместе с несколькими другими подразделениями для строительства вала Адриана. Когорта оставалась в Британии до IV века, когда она охраняла Саксонский берег в форте Бранодун. Кроме того, когорта стояла лагерем с следующих фортах: Бейквелл, Бро-на-Ноя (158 год), Карравбург.